# Еврикратид
Еврикратид или Еврикрат II (др.-греч. Εὐρυκρατίδας) — царь Спарты из рода Агиадов, правивший в VII веке до н. э.
Его отцом был Анаксандр, а матерью Леандрида. О правлении Еврикратида известно только лишь то, что в это время спартанцы начали войну и потерпели несколько поражений в войне с тайгетами, жителями Тегеи.

## Комментарии
1. ↑  В этом случае его дед Еврикрат именуется Еврикратом I.